# پائولو ماسترانتونیو
پائولو ماسترانتونیو (انگلیسی: Paolo Mastrantonio؛ زادهٔ ۱۷ ژوئیهٔ ۱۹۶۷) بازیکن فوتبال اهل ایتالیا است.
از باشگاه‌هایی که در آن بازی کرده‌است می‌توان به باشگاه فوتبال آ.اس. رم، باشگاه فوتبال ونتزیا، باشگاه فوتبال جنوآ، باشگاه فوتبال آولینو، و باشگاه فوتبال ویچنزا اشاره کرد.